# Henry Alleyne Nicholson
Pour les articles homonymes, voir Alleyne et Nicholson.
Henry Alleyne Nicholson est un paléontologue et un zoologiste britannique à Penrith (Cumbrie), né le 11 septembre 1844 et mort le 4 janvier 1899 à Aberdeen.

## Biographie
Il est le fils du docteur John Nicholson, un scholar biblique. Il fait ses études à la Appleby Grammar School (en), puis dans les universités de Göttingen (où il obtient son Ph. D. en 1866) et d'Édimbourg (il obtient son Doctorat en sciences en 1867 et son doctorat en médecine en 1869). Il s'intéresse très tôt à la géologie ; sa thèse de sciences est intitulée On the Geology of Cumberland and Westmoreland (1868).
En 1871, il devient professeur d’histoire naturelle à l'université de Toronto, puis professeur de biologie au Durham College (en) de sciences en 1874, et professeur d’histoire naturelle à l'université de St Andrews en 1875. Il occupe ce poste jusqu'au moment, en 1882, il devient professeur Regius (en) à l'université d'Aberdeen. Nicholson devient membre en 1897 de la Royal Society.
Nicholson travaille principalement sur les fossiles d'invertébrés (graptolites, stromatolithes et coraux) ; mais il fait de nombreuses études de terrain, spécialement dans le Lake District, souvent en compagnie du professeur Robert Harkness (1816-1878) puis, plus tard, du docteur John Edward Marr (1857-1933). Nicholson reçoit en 1888 la médaille Lyell attribuée par la Société géologique de Londres.
Durant sa carrière il fait paraître 167 publications, qu’il signe en général seul. Il est aussi l’auteur de 12 manuels. Stephen Jay Gould (1941-2002) réédite en 1980 l’un des ouvrages de Nicholson, The Ancient Life History of the Earth.

## Liste partielle des publications
- [1870] (en) Manual of Zoology, vol. 1 : Invertebrate animals, London, éd. Robert Hardwicke, 1870 (réimpr. 1873 (3e éd.), 1877 (2e éd.), 1878 (5e éd.), 1880 (6e éd.) 1887 (7e éd.)), sur archive.org (lire en ligne).
- [1870] (en) Manual of Zoology, vol. 2 : Vertebrate animals, London, éd. Robert Hardwicke, 1870, 622 p., sur archive.org (lire en ligne).
- [1872] (en) Text-book of zoology for schools and colleges, New York, D. Appleton, 1872, 372 p., sur archive.org (lire en ligne).
- [1872] (en) Introduction to the study of biology, Édimbourg, W. Blackwood and Sons, 1872, sur archive.org (lire en ligne).
- [1874] (en) Outlines of natural history for beginners being description of a progressive series of zoological types, Toronto / Edinburgh, Adam, Stevenson & Co / William Vlackwoo & Sons, 1874, 113 p., sur archive.org (lire en ligne).
- [1877] (en) The Ancient Life-History of the Earth, New York, D. Appleton & Co, 1877 (réimpr. 1895, 1897, 1898), sur archive.org (lire en ligne).
- [1879] (en) On the structure and affinities of the "Tabulate corals" of the Palaeozoic period, with critical descriptions of illustrative species, Édimbourg / Londres, William Blackwood, 1879, sur archive.org (lire en ligne), =.
- [Nicholson & Etheridge 1878] (en) Henry Alleyne Nicholson et Robert Etheridge Jun., A Monograph of the Silurian Fossils of the Girvan District in Ayrshire with special reference to those contained in the "Gray collection" (Rhizopoda, Actinozoa, Trilobita), Edinburgh / London, éd. William Blackwood & Sons, 1878, 156 p., sur archive.org (lire en ligne), chap. fasc. 1.
- [Nicholson & Etheridge 1879] (en) Henry Alleyne Nicholson et Robert Etheridge Jun., A Monograph of the Silurian Fossils of the Girvan District in Ayrshire with special reference to those contained in the "Gray collection" (Trilobita, Phyllopoda, Cirripedia and Ostracoda), Edinburgh / London, éd. William Blackwood & Sons, 1879, 156 p., sur archive.org (lire en ligne), chap. fasc. 2.
- [Nicholson & Etheridge 1880] (en) Henry Alleyne Nicholson et Robert Etheridge Jun., A Monograph of the Silurian Fossils of the Girvan District in Ayrshire with special reference to those contained in the "Gray collection" (Rhizopoda (cont.), Actinozoa (cont.), Trilobita (cont.), Cirripedia (cont.), Annelida, Asteroidea, Crinoidea), Edinburgh / London, éd. William Blackwood & Sons, 1880, 156 p., sur archive.org (lire en ligne), chap. fasc. 3.
- [1886] (en) Natural history : its rise and progress in Britain as developed in the life and labours of leading naturalists, Édimbourg / Londres, W.A. Chambers, 1886, sur archive.org (lire en ligne).
- [1886-1892] (en) A Monograph of the British Stromatoporoids, London, The Palaeontographical Society, 1886-1892, 29 pl. + 234, sur archive.org (lire en ligne).
- [Nicholson & Lydekker 1889] (en) Henry Alleyne Nicholson et Richard Lydekker, Manual of palaeontology for the use of students with a general introduction on the principles of palaeontology, vol. 1, 1889, 3e éd. (1re éd. 1872, 2e éd. 1879), 885 p., sur archive.org (lire en ligne).
- [Nicholson & Lydekker 1889] (en) Henry Alleyne Nicholson et Richard Lydekker, Manual of palaeontology for the use of students with a general introduction on the principles of palaeontology, vol. 2, 1889, 3e éd., 1924 p., sur archive.org (lire en ligne).
- [1894] The lives and labours of leading naturalists, London / Edinbugh, W & R Chambers Ltd. date= 1894, 312 p., sur archive.org (lire en ligne).

## Source
(en) « Henry Alleyne Nicholson », dans Encyclopædia Britannica , 1911 (lire sur Wikisource).